# Saving Grace
Saving Grace is een Amerikaanse dramaserie die tussen 23 juli 2007 en 21 juni 2010 uitgezonden werd op de Amerikaanse zender TNT. De serie wordt in Vlaanderen uitgezonden door VTM en in Nederland door RTL Crime. De hoofdrol van de serie werd vertolkt door Oscarwinnares Holly Hunter. Zij werd voor haar rol in de serie genomineerd voor drie Screen Actors Guild Awards, een Golden Globe, een Satellite Award en twee Emmy Awards.

## Verhaal
In de seriestart maakt de kijker kennis met Grace Hanadarko, een succesvol politierechercheur uit Oklahoma City met een minder succesvol privéleven. Na een nacht in het uitgaansleven overrijdt ze met haar auto in dronken toestand een voetganger. In paniek vraagt ze Gods hulp en prompt krijgt ze het bezoek van Earl, haar engel-van-de-laatste-kans. Hij vertelt haar dat ze op weg is naar de hel en vraagt haar of ze bereid is zich over te geven aan God. Nadat de engel verdwenen is, blijkt ook de aangereden man verdwenen te zijn, alsof het ongeluk nooit plaatsvond. Het enige tastbare bewijs is een bloedvlek van het slachtoffer op haar kleding. Dat laat ze onderzoeken op haar werk en de uitkomst van de test is dat de bloedvlek afkomstig is van een veroordeelde die in een dodencel verblijft...

## Rolverdeling
| Acteur              | Personage            |
| ------------------- | -------------------- |
| Holly Hunter        | Grace Hanadarko      |
| Leon Rippy          | Earl                 |
| Kenny Johnson       | Hamilton "Ham" Dewey |
| Laura San Giacomo   | Rhetta Rodriguez     |
| Bailey Chase        | Butch Ada            |
| Gregory Norman Cruz | Bobby Stillwater     |
| Lorraine Toussaint  | Captain Kate Perry   |
| Dylan Minnette      | Clay Norman          |
| Bokeem Woodbine     | Leon Cooley          |
| Tom Irwin           | Johnny Hanadarko     |
| Yaani King          | Neely Lloyd          |
| Mark L. Taylor      | Henry Silver         |